# Clematis dingjunshanica
Clematis dingjunshanica är en ranunkelväxtart som beskrevs av Wen Tsai Wang. Clematis dingjunshanica ingår i släktet klematisar, och familjen ranunkelväxter. Inga underarter finns listade i Catalogue of Life.